# New Riders of the Purple Sage
New Riders of the Purple Sage è un gruppo musicale statunitense di genere country rock attivo dalla fine degli anni sessanta. È nato come derivazione dei Grateful Dead ed è conosciuto anche con il nome di New Riders o, semplicemente, NRPS.

## Storia del gruppo
Il gruppo fu attivo inizialmente sulla scena del rock psichedelico suonato nella San Francisco Bay Area. A fondarlo erano stati il cantautore John "Marmaduke" Dawson, alla ricerca di un gruppo che facesse conoscere le sue composizioni, e il musicista Jerry Garcia, già bandleader dei Grateful Dead, che suonava la pedal steel guitar. Oltre a Garcia, due altri componenti dei Grateful Dead parteciparono alla formazione dei NRPS: Phil Lesh e il batterista Mickey Hart.
Lo scopo dei tre musicisti era quello di ampliare maggiormente il loro repertorio country, rispetto all'acid rock ed al rock psichedelico al tempo inciso con i Dead (ad esempio negli album Workingman's Dead e American Beauty), ossia quello di un ritorno ad un certo tipo di musica popolare.
Oltre a questi musicisti, la formazione originale dei New Riders of the Purple Sage comprendeva David Nelson, cantante, chitarrista e mandolinista country-rock.
Inizialmente il gruppo si esibiva in piccoli locali e club della San Francisco Bay Area e molti fan che si recavano ad ascoltarli erano gli stessi deadhead che seguivano in concerto i Grateful Dead. Ben presto, però, i NRPS riuscirono ad avere una connotazione propria grazie ai motivi originali composti da John Dawson. Tale consolidamento portò la band ad ottenere nel 1971 una scrittura da parte della CBS Records.
Home Home on the Road ,distribuito da Columbia Records nel 1974, è stato il loro primo album dal vivo, e il loro quinto album in generale. Le undici canzoni dell'album sono una combinazione di originali e cover. Sei di loro erano apparsi su precedenti nuovi piloti album, e cinque no.
La formazione dei New Riders of the Purple Sage si è poi modificata con l'arrivo di Dave Torbert, giunto a rimpiazzare Phil Lesh) e di Spencer Dryden, ex membro degli Jefferson Airplane (che andava a sostituire  Mickey Hart). Per il secondo album discografico del gruppo - Powerglide - Buddy Cage prese il posto di Jerry Garcia alla pedal steel guitar mentre lo stesso Garcia passò a suonare il banjo, la chitarra elettrica ed il pianoforte.
Dopo aver cambiato ulteriormente formazione (con l'ingresso tra l'altro del bassista dei Byrds Skip Battin a metà degli anni settanta),  il gruppo dei NRPS si è sciolto nel 1982 con l'abbandono di David Nelson per poi riformarsi in anni successivi intorno ai musicisti Gary Vogenson e Rusty Gautier.

## Discografia
La canzone più nota del gruppo è Panama Red, pubblicata nel 1973. 
- 1971 - New Riders of the Purple Sage (Columbia Records)
- 1972 - Powerglide (Columbia Records)
- 1972 - Gypsy Cowboy (Columbia Records)
- 1973 - The Adventures of Panama Red (Columbia Records)
- 1974 - Home, Home on the Road (Columbia Records) Live
- 1974 - Brujo (Columbia Records)
- 1975 - Oh, What a Mighty Time (Columbia Records)
- 1976 - New Riders (MCA Records)
- 1976 - The Best of New Riders of the Purple Sage (Columbia Records) Raccolta
- 1977 - Who Are Those Guys? (MCA Records)
- 1977 - Marin County Line (MCA Records)
- 1980 - Feelin' All Right (A&M Records)
- 1986 - Before Time Began (Relix Records)
- 1986 - Vintage NRPS (Relix Records) Live
- 1989 - Keep on Keepin' On (Mu Records)
- 1992 - Midnight Moonlight (Relix Records)
- 1993 - Live on Stage (Relix Records) Live
- 1994 - Wasted Tasters 1971-1975 (Raven Records) Raccolta
- 1994 - Live in Japan (Relix Records) Live
- 1995 - Live (Avenue Records) Live
- 1995 - Relix's Best of the Early New Riders of the Purple Sage (Relix Records) Raccolta
- 1995 - Relix's Best of the New Riders of the Purple Sage (Relix Records) Raccolta
- 2000 - Ridin' with Panama Red (Sony Records) Raccolta
- 2003 - Worcester, MA 4/4/73 (Kufala Records) Live
- 2003 - Boston Music Hall: December 5, 1972 (Kufala Records) Live
- 2004 - Live at Veneta, Oregon 8/27/72 (Kufala Records) Live
- 2005 - Friday June 13, 1975: Armadillo World Headquarters (Kufala Records) Live
- 2006 - Cactus Juice (Arcadia Records) Raccolta
- 2007 - S.U.N.Y., Stonybrook, NY, 3/17/73 (Kufala Records) Live
- 2007 - Wanted: Live at Turkey Trot (Fa-Ka-Wee Records) Live
- 2009 - Winterland, San Francisco, CA, 12/31/77 (Kufala Records) Live
- 2009 - Where I Come From (Woodstock Records)
- 2009 - Very Best of the Relix Years (Retro World Records) Raccolta
- 2011 - Setlist: The Very Best of New Riders of the Purple Sage Live (Legacy Records) Raccolta
- 2011 - Instant Armadillo Blues (Raven Records) Raccolta
- 2012 - 17 Pine Avenue (Woodstock Records)